# Thora Meyer-Efland
Thora Meyer-Efland (19 dicembre 1973) è un'ex pentatleta tedesca.

## Palmarès
In carriera ha conseguito i seguenti risultati:
- Europei

Varsavia 1998: argento nel pentathlon moderno staffetta a squadre.
Tampere 1999: bronzo nel pentathlon moderno staffetta a squadre.
Székesfehérvár 2000: argento nel pentathlon moderno staffetta a squadre.